# Hungama
Hungama to 2003 bollywoodzki komediodramat miłosny zrealizowany w 2003 roku przez Priyadarshana, autora Chup Chup Ke, Hera Pheri, Hulchul, czy Kyon Ki. W rolach głównych Akshaye Khanna, Aftab Shivdasani i Rimi Sen. Film jest komedią pomyłek. Jedni udają kogoś kim nie są, inni widzą w kimś niesłusznie zagrożenie, a wśród tych wszystkich oszustw, kłamstw i pozorów między dwojgiem droczących się ze sobą osób rozwija się miłość.

## Fabuła
W deszczu mumbajskim zderza się ze sobą dziewczyna i chłopak. Nakrzyczawszy na siebie z rozdrażnieniem, każde z nich idzie w swoją stronę. Nandu (Aftab Shivdasani) przyjechał do miasta z zamiarem wywalczenia sobie pozycji w świecie swoim śpiewem. Na razie jednak traci pracę i nie ma nawet gdzie spać. Anjali (Rimi Sen) uciekła z domu rodziców przymuszana przez nich do małżeństwa z synem bogacza, u którego zadłużył się jej ojciec. Jakiś czas pomieszkiwała u koleżanki, ale teraz na gwałt musi wynająć tani pokój. Seth (Tiku Talsania) jest gotów wynająć bardzo tanio pokój w swoim domu, ale tylko małżeństwu. Desperacko szukając noclegu w jednym pokoju spotykają się – pełni uprzedzeń do siebie – "mąż" Nandu i "żona" Anjali. Aby móc się wyprowadzić, Anjali rozpaczliwie szuka pracy. Zdobywa ją udając przed właścicielem sklepu Jeetu (Akshaye Khanna) córkę milionera. Nie chcąc stracić pracy pozwala się uwodzić Jeetu marzącemu o wżenieniu się w bogatą rodzinę. Ta intryga burzy spokój rodziny milionera podejrzewającego kręcącego się wokół ich domu Jeetu o romans z żoną. Kto kim jest i co tu okaże się prawdziwe?

## Obsada
- Akshaye Khanna – Jeetu
- Aftab Shivdasani – Nandu
- Rimi Sen – Anjali
- Paresh Rawal – Radheysham Tiwari
- Rajpal Yadav – Raja
- Shoma Anand – pani Tiwari
- Shakti Kapoor – 'Raddiwala' Tejabhai / Kachara Seth
- Tiku Talsania – Popat Seth

## Muzyka
Autorami muzyki jest duet Nadeem-Shravan, twórcy muzyki do takich filmów jak Deewana, Raja Hindustani, Zamaana Deewana, Dil Hai Ki Manta Nahin, Pardes, Aa Ab Laut Chalen, Raaz, Więzy miłości, Wiem, czym jest miłość, Hum Tumhare Hain Sanam, Dil Hai Tumhaara, Dil Ka Rishta, Yeh Dil, Andaaz, Qayamat, Tumsa Nahin Dekha, Bewafaa, Deszcz czy Dosti: Friends Forever.
- Hungama Hungama (Title Song)
- Ishq Jab Ek Taraf Ho To (Male)
- Chain Aapko Mila
- Hum Nahin Tere Dushmano Mein
- Ishq Jab Ek Taraf Ho To (Female)
- Tera Dil Mere Paas Rehne De
- Pari Pari Hai Ek Pari